# Malleloy
Malleloy est une commune française située dans le département de Meurthe-et-Moselle, en région Grand Est.

## Géographie
Malleloy, vulgairement appelé Malnoy (en patois : Malno).
Malleloy est située dans la vallée de la Mauchère, autrefois appelée aussi « gorge de Marbache », entre Custines et Faulx.
| Custines |                     | Faulx |
| Custines | Malleloy            | Faulx |
|          | Bouxières-aux-Dames |       |

### Hydrographie
La commune est dans le bassin versant du Rhin au sein du bassin Rhin-Meuse. Elle est drainée par le ruisseau de Schurupt et le ruisseau la Mauchere,.

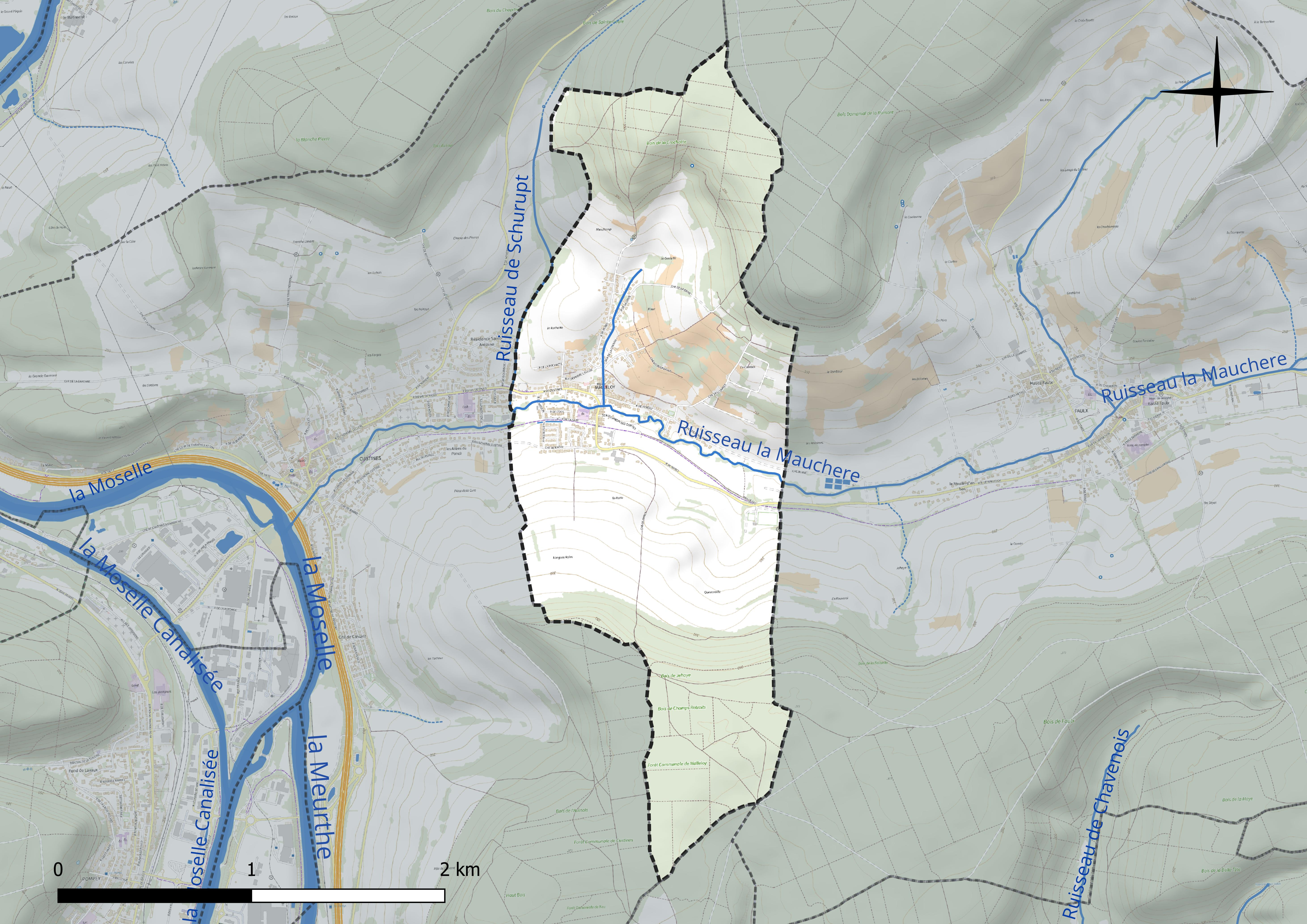
Réseau hydrographique de Malleloy.

### Climat
Pour des articles plus généraux, voir Climat du Grand Est et Climat de Meurthe-et-Moselle.
En 2010, le climat de la commune est de type climat des marges montargnardes, selon une étude du Centre national de la recherche scientifique s'appuyant sur une série de données couvrant la période 1971-2000. En 2020, Météo-France publie une typologie des climats de la France métropolitaine dans laquelle la commune est exposée à un climat semi-continental et est dans la région climatique  Lorraine, plateau de Langres, Morvan, caractérisée par un hiver rude (1,5 °C), des vents modérés et des brouillards fréquents en automne et hiver. 
Pour la période 1971-2000, la température annuelle moyenne est de 9,9 °C, avec une amplitude thermique annuelle de 16,7 °C. Le cumul annuel moyen de précipitations est de 810 mm, avec 12,5 jours de précipitations en janvier et 9,5 jours en juillet. Pour la période 1991-2020, la température moyenne annuelle observée sur la station météorologique de Météo-France la plus proche, « Nancy-Essey », sur la commune de Tomblaine à 13 km à vol d'oiseau, est de 11,0 °C et le cumul annuel moyen de précipitations est de 746,3 mm. 
La température maximale relevée sur cette station est de 40,1 °C, atteinte le 24 juillet 2019 ; la température minimale est de −24,8 °C, atteinte le 21 février 1956,,. 
Les paramètres climatiques de la commune ont été estimés pour le milieu du siècle (2041-2070) selon différents scénarios d'émission de gaz à effet de serre à partir des nouvelles projections climatiques de référence DRIAS-2020. Ils sont consultables sur un site dédié publié par Météo-France en novembre 2022.

## Urbanisme

### Typologie
Au 1er janvier 2024, Malleloy est catégorisée ceinture urbaine, selon la nouvelle grille communale de densité à sept niveaux définie par l'Insee en 2022.
Elle appartient à l'unité urbaine de Nancy, une agglomération intra-départementale regroupant 28  communes, dont elle est une commune de la banlieue,,. Par ailleurs la commune fait partie de l'aire d'attraction de Nancy, dont elle est une commune de la couronne,. Cette aire, qui regroupe 353 communes, est catégorisée dans les aires de 200 000 à moins de 700 000 habitants,.

### Occupation des sols
L'occupation des sols de la commune, telle qu'elle ressort de la base de données européenne d’occupation biophysique des sols Corine Land Cover (CLC), est marquée par l'importance des territoires agricoles (50 % en 2018), en diminution par rapport à 1990 (53,8 %). La répartition détaillée en 2018 est la suivante : terres arables (34,8 %), forêts (33,3 %), zones urbanisées (10,9 %), cultures permanentes (9,7 %), milieux à végétation arbustive et/ou herbacée (5,7 %), zones agricoles hétérogènes (5,5 %). L'évolution de l’occupation des sols de la commune et de ses infrastructures peut être observée sur les différentes représentations cartographiques du territoire : la carte de Cassini (XVIIIe siècle), la carte d'état-major (1820-1866) et les cartes ou photos aériennes de l'IGN pour la période actuelle (1950 à aujourd'hui).

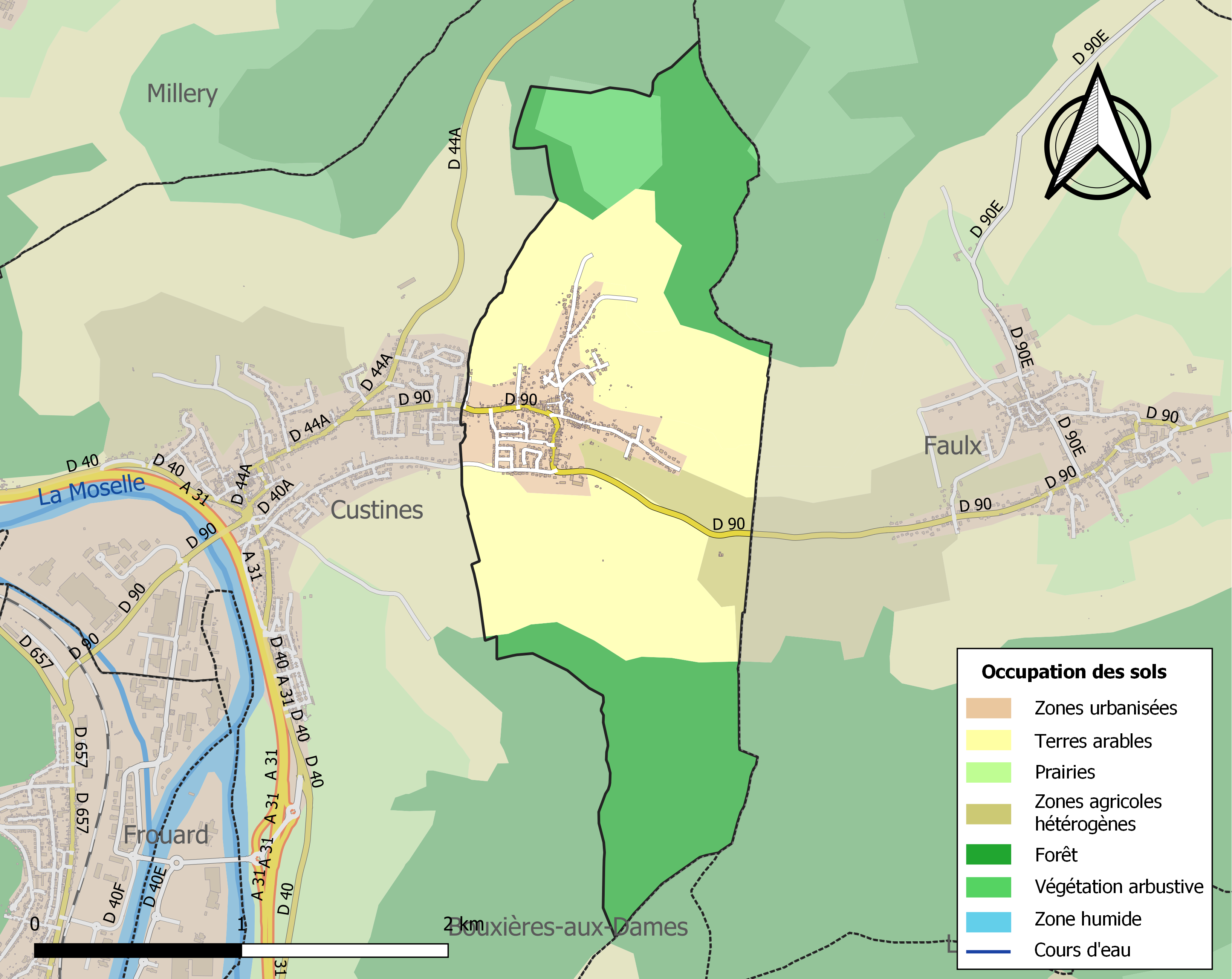
Carte des infrastructures et de l'occupation des sols de la commune en 2018 (CLC).

## Toponymie
Le nom de la localité est attesté sous les formes Malleroy (1324) ; Maleroy (1417) ; Mailleloy (1574) ; Mallenoy (1594) ; Malnoy (1709).

En patois: Malno.

## Histoire
Les armes de Malleloy sont les suivantes : "D'azur au sautoir d'argent, cantonné de quatre besants d'or, l'écu orné d'une couronne de comte, et pour supports deux griffons au naturel."                                                            Nous pouvons situer la fondation du village vers le XIIIe siècle en se basant sur celle de Condé (de nos jours Custines) alors tutrice du village. Malleloy ne possède aucun monument primitif. Les vestiges se résument à la découverte d'une pièce de monnaie datant de Philippe II d’Espagne (1527-1598), fils de Charles Quint, retrouvée en 1948 rue de Nancy. Il s'agit d'un écu d'or frappé à Séville. Du côté de l'écu se trouvent, à gauche les lettres SD, et à droite le chiffre II. En 1879, lors d'un terrassements au sud du village, ont été découvertes trois tombes contenant des ossements humains ; ces tombes étaient recouvertes par des pierres larges et plates, placées de chaque côté et formant un sommet triangulaire. Aucune inscription n'y figuraient.
À 1369 remonte la première mention faite de Malleloy : on y apprend que Marie de France, duchesse de Bar, engage Malleloy avec d'autres terres pour la rançon de son mari emprisonné à Metz.
La seigneurie de Malleloy était possédée au XVIIe siècle par la famille de Georges Collignon qui était également seigneur de Champigneulles. Le 19 mai 1724, par lettre patente émanant du duc Léopold, la terre fut érigée en comté pour Edmond Collignon, conseiller d'état et chambellan du duc Léopold .
La commune a contribué à l'industrialisation du bassin de Pompey. Une mine de fer est ouverte peu avant 1900 sur la côte de la vallée sud. Ce minerai ayant un faible rendement en fer, elle sera abandonnée vers 1950. Néanmoins, la population de Malleloy a vécu fortement dans le giron des Aciéries de Pompey, jusqu'en 1986, date de la fermeture des aciéries.

## Politique et administration
| Période                                  | Période   | Identité         | Étiquette | Qualité                                        |
| ---------------------------------------- | --------- | ---------------- | --------- | ---------------------------------------------- |
| Les données manquantes sont à compléter. |           |                  |           |                                                |
| juin 1947                                | 1977      | Georges Lebel    |           |                                                |
| mars 1977                                | mars 2008 | Eugène Bernard   |           | Directeur d'école (retraité)                   |
| mars 2008                                | 2014      | Roger Gonesse    |           | Soudeur-Tuyauteur                              |
| mars 2014                                | mai 2020  | Jeannine Dougoud |           | Retraitée salariée du secteur privé            |
| mai 2020                                 | En cours  | Denis Godefroy,  |           | Cadre administratif et commercial d'entreprise |

## Population et société

### Démographie
L'évolution du nombre d'habitants est connue à travers les recensements de la population effectués dans la commune depuis 1793. Pour les communes de moins de 10 000 habitants, une enquête de recensement portant sur toute la population est réalisée tous les cinq ans, les populations de référence des années intermédiaires étant quant à elles estimées par interpolation ou extrapolation. Pour la commune, le premier recensement exhaustif entrant dans le cadre du nouveau dispositif a été réalisé en 2004.

En 2022, la commune comptait 986 habitants, en évolution de +0,51 % par rapport à 2016 (Meurthe-et-Moselle : −0,13 %, France hors Mayotte : +2,11 %).
| 1793 | 1800 | 1806 | 1821 | 1831 | 1836 | 1841 | 1846 | 1851 |
| ---- | ---- | ---- | ---- | ---- | ---- | ---- | ---- | ---- |
| 248  | 242  | 247  | 271  | 340  | 330  | 333  | 334  | 346  |

| 1856 | 1861 | 1872 | 1876 | 1881 | 1886 | 1891 | 1896 | 1901 |
| ---- | ---- | ---- | ---- | ---- | ---- | ---- | ---- | ---- |
| 335  | 335  | 321  | 340  | 344  | 325  | 349  | 342  | 418  |

| 1906 | 1911 | 1921 | 1926 | 1931 | 1936 | 1946 | 1954 | 1962 |
| ---- | ---- | ---- | ---- | ---- | ---- | ---- | ---- | ---- |
| 407  | 395  | 373  | 360  | 365  | 327  | 312  | 359  | 426  |

| 1968 | 1975 | 1982 | 1990 | 1999 | 2004 | 2006 | 2009 | 2014 |
| ---- | ---- | ---- | ---- | ---- | ---- | ---- | ---- | ---- |
| 785  | 754  | 794  | 812  | 878  | 915  | 937  | 925  | 975  |

| 2019 | 2022 | - | - | - | - | - | - | - |
| ---- | ---- | - | - | - | - | - | - | - |
| 980  | 986  | - | - | - | - | - | - | - |

## Culture locale et patrimoine

### Lieux et monuments
- Église de l'Assomption XIXe.

### Héraldique, logotype et devise
| Blason de Malleloy | Blason  | D'azur au sautoir d'argent cantonné de quatre besants d'or. |
| Blason de Malleloy | Détails | La seigneurie de Malleloy était possédée au XVIIe siècle par la famille Collignon qui était également seigneur de Champigneulles. En 1724, la terre fut érigée en comté pour Edmond Collignon, conseiller d'état et chambellan du duc Léopold. C'est en souvenir de cette famille que la commune adopta son blason. Le statut officiel du blason reste à déterminer. |